# Calonotos hoffmannsi
Calonotos hoffmannsi är en fjärilsart som beskrevs av Rothschild 1911. Calonotos hoffmannsi ingår i släktet Calonotos och familjen björnspinnare. Inga underarter finns listade i Catalogue of Life.